# Jaime Alberto Rodríguez Jiménez
Jaime Alberto Rodríguez Jiménez (San Salvador, El Salvador, 17 de gener de 1959) és un exfutbolista i entrenador del Salvador. Fou internacional amb El Salvador.